# Riera de Martinet
La riera de Martinet és un curs d'aigua, afluent per l'esquerra del Congost. Neix prop del Brull, dins el massís del Montseny. Durant els seus primers quilòmetres és anomenat torrent de l'Estanyol.
Després de recórrer tan sols 1 km, les seves aigües ja són emmagatzemades al pantà de les Illes, que serveix per regar el golf d'Osona-Muntanyà. Després travessa el golf, on suporta un altre pantà: el pantà de l'Estanyol (que també serveix per regar el golf), i rep per l'esquerra el Sot de l'Omera i el Sot de les Merles. Passat el Sot de les Merles, la riera entra en una estreta vall, on forma bonics gorgs com els de la Sort i de la Resclosa.

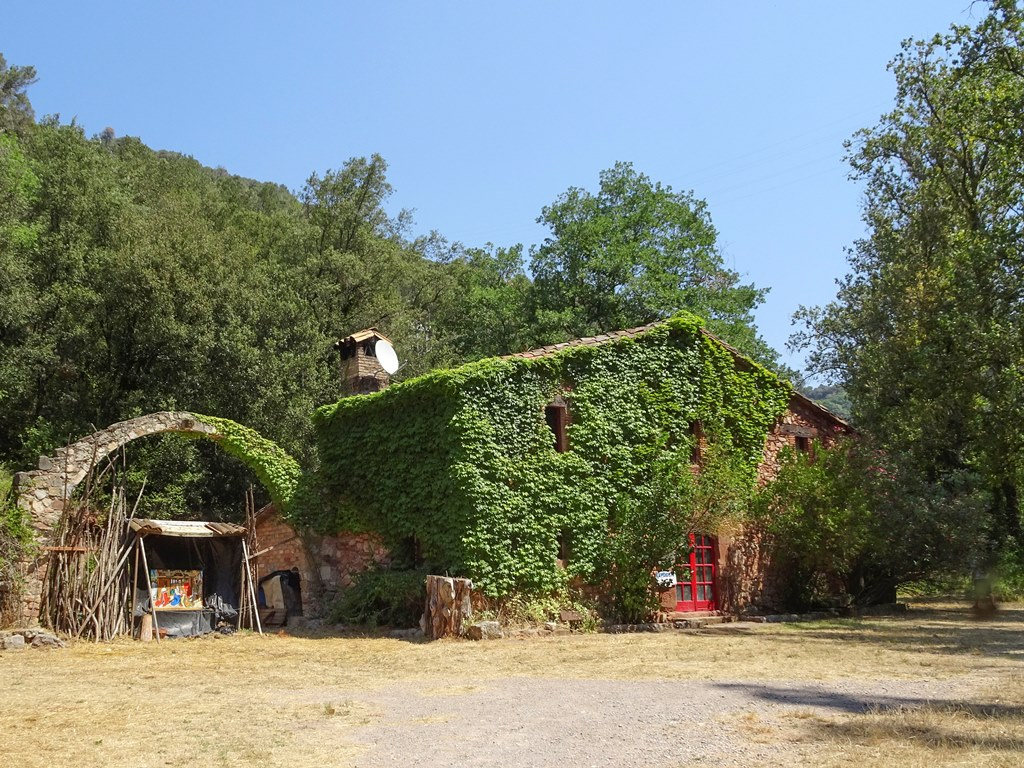
El Molí de l'Afrau

Durant aquest tram s'anomena riera de l'Afrau, perquè hi ha un antic molí que té el mateix nom i aprofitava les aigües de la riera. Actualment, el molí s'ha reconvertit en una galeria de pintura. Passat l'antic molí de l'Afrau, la riera canvia de nom per última vegada i s'anomena de Martinet.
Al marc del Projecte Rius es treballa per a la recuperació, millora i difusió dels valors naturals i culturals de la vall de Martinet. Es va recuperar l'antiga resclosa i el canal de rec, elements patrimonials del segle xix pels voluntaris de l’Associació Martinet, la finca el Saüc i els ajuntaments d'Aiguafreda i Seva.

## Flora i fauna
Tot i no ésser una riera gaire cabalosa, no s'asseca mai totalment. És per això que hi ha poblacions de barbs, crancs de riu, granotes i gripaus. I durant tota la riba s'hi troben petits boscos de ribera de pollancre, àlber, vern, freixe, saüc i salze.